# بیمارستان ناحیه‌ای ابردین
بیمارستان ناحیه‌ای ابردین (به انگلیسی: Aberdeen Regional Hospital) بیمارستانی مدیکر در شهر نیوگلاسکو کانادا است که در ۱۸۹۵ میلادی ساخته شد و دارای ۱۰۴ تخت است.